# Жозеф Піттон де Турнефор
Жозеф Піттон де Турнефор (фр. Joseph Pitton de Tournefort; 3 червня 1656, Екс-ан-Прованс — 28 грудня 1708, Париж) — французький ботанік, лікар та мандрівник, піонер вивчення вертикальної зональності рослинного покриву, розробив систематичний розподіл рослин. Член Французької Академії наук (1691), професор ботаніки Королівського саду лікарських рослин (1688), професор медицини в Колеж де Франс (1702).

## Життєпис
Жозеф Піттон де Турнефор народився 3 червня 1656 на Півдні Франції в Екс-ан-Провансі. Батьки походили з міста Тур. Його батько, П'єр Піттон, був заможною людиною. Він хотів, щоб син став священиком. Тому Жозеф де Турнефор навчався у єзуїтській школі. Смерть батька змінила плани і Жозеф вирішив присвятити себе медицині та ботаніці.
Закінчив школу єзуїтів у 1677 році, Жозеф де Турнефор у 1679 році вивчав медицину в університеті Монпельє. У 1681 році вивчав медицину в університеті Барселони (Іспанія). З 1677 присвятив себе ботаніці. Основні наукові праці присвячені ботаніці та систематиці рослин.

Подорожі Жозефа де Турнефора

У 1678 році Жозеф де Турнефор здійснив свою першу подорож по Савойї та Дофіне, з якого привіз багато рослин, які започаткували його колекцію.
У 1683 році, за протекцією придворного медика Ґі-Крессана Фагона, Жозеф де Турнефор стає професором ботаніки «Королівського саду медичних рослин» в Парижі. У 1696 році Жозеф де Турнефор став доктором медицини, а 1702 року — професором медицини у Колеж де Франс.
За наказом короля Жозеф здійснив ряд поїздок по Європі, де зібрав великі природно-історичні колекції. Здійснив подорож по Іспанії, у 1700 — 1702 роках відвідав Грецію, Анатолію, Вірменію і Грузію. Зібрав та описав понад 1000 видів рослин. Поклав початок ботанічному дослідженню Кавказу і вперше описав вертикальну поясність гірської рослинності, зокрема Арарату.
Його опис подорожі в Левант залишаються важливим джерелом даних про життя народів Греції та Малої Азії на рубежі XVII — XVIII століть.
Запропонував у 1694 — 1700 роках штучну систему рослин, в якій простежуються перші спроби введення бінарної номенклатури; ввів в систематику поняття «рід». Ця система була загальноприйнятою в першій половині XVIII ст. Як і його попередники ділив рослини на два відділи — трави і дерева (з чагарниками), далі на класи (22 класи), секції, пологи, види, беручи за основу головним чином ознаки будови квітки (переважно форму віночка) і частково плодів і насіння. Рослини без квіток і плодів виділив в окремі класи. Чи не розумів функцій квітки і не визнавав наявності статі у рослин.
16 квітня 1708 року Жозеф Турнефор потрапив під колеса карети. Він втратив багато крові, та після декількох місяців хвороби помер 28 грудня 1708 року у Парижі.

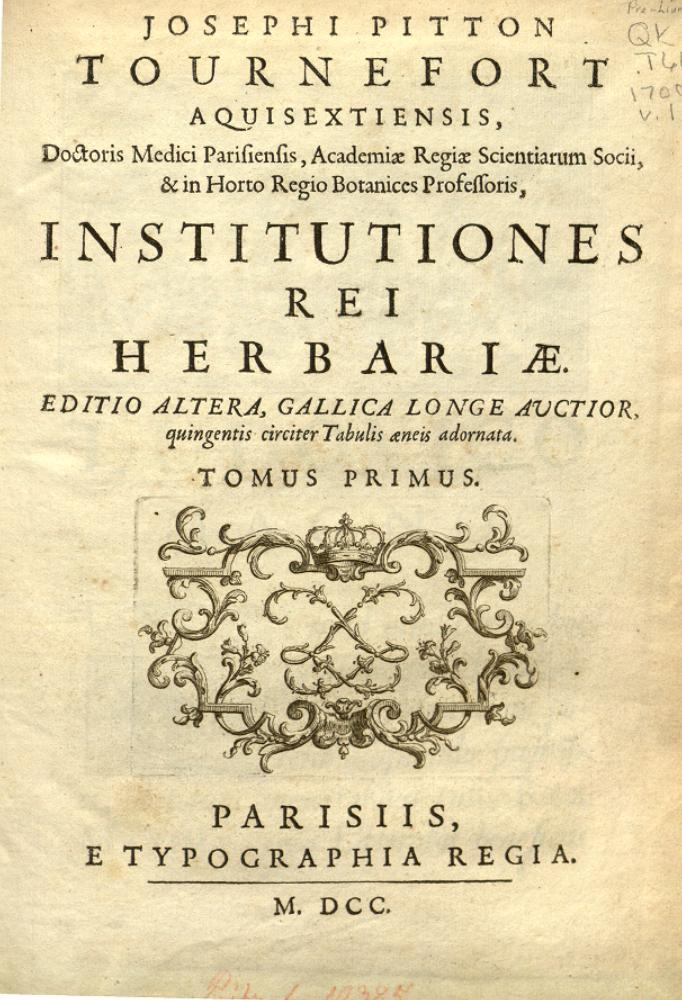
Титульна сторінка «Institutiones rei herbariae, editio altera»

## Доробок
- Éléments de botanique ou méthode pour connaître les plantes (Paris, imprimerie royale, 1694, 3 vol. avec 451 tables, dans lequel 7000 espèces sont considérées).
- Histoire des plantes qui naissent aux environs de Paris avec leur usage dans la médecine (Paris, 1698, un volume); augmentée par Bernard de Jussieu, Paris, 1725, 2 volumes).
- Institutiones rei herbariae, editio altera (Paris, 1700, 3 volumes, traduction latine augmentée d'Élémens de botanique). Une autre édition avec un abrégé de la vie de Tournefort, un éloge de sa méthode a été publié par Bernard de Jussieu, Lyon, 1719). Ouvrage numérisé par la bibliothèque nationale: Tome 1[5], Tome 2[6] Tome 3[7].
- Corollarium institutionum rei herbariae in quo plantae 1356 munificentia Ludovici Magni in orientalibus regionibus observatae recensentur et ad genera sua revocantur (Paris, imprimerie royale, 1703). Il s'agit d'un supplément en latin aux «Institutiones..» qui fut joint à l'édition posthume de 1719.
- Relation d'un voyage du Levant fait par ordre du roy (Paris, imprimerie royale, 1717, 2 vol. in-4) et (Lyon, Bruyset éditeur, 1717, 3 vol. in-8). Ouvrage traduit en néerlandais (1717), en anglais (1741), en allemand (1776). — La première édition a été numérisée par la Bibliothèque nationale: Tome 1[8] et Tome 2[9].
- Traité de la matière médicale ou l'histoire et l'usage des médicaments et de leur analyse chimique ouvrage posthume mis à jour par Besnier (Paris, 1717, 2 vol.).